# Juaneño
Le juaneño (ou acjachemem) est une langue uto-aztèque de la branche des langues takiques parlée aux États-Unis, dans le Sud de la Californie.

## Classification interne
La langue, qui est très proche du luiseño, mais souvent différenciée de celui-ci, était celle d'une petite population amérindienne, les Juaneños, nommés ainsi d'après la mission espagnole de San Juan Capistrano. La langue est éteinte.

## Connaissance de la langue
La langue semble, au premier abord, très mal connue. En réalité elle a été étudiée par le linguiste et anthropologue John Peabody Harrington de 1932 à 1935. Ces données occupent trois rouleaux de microfilms dans les archives du chercheur à la Smithsonian Institution.